# Kaltwasserkarspitze

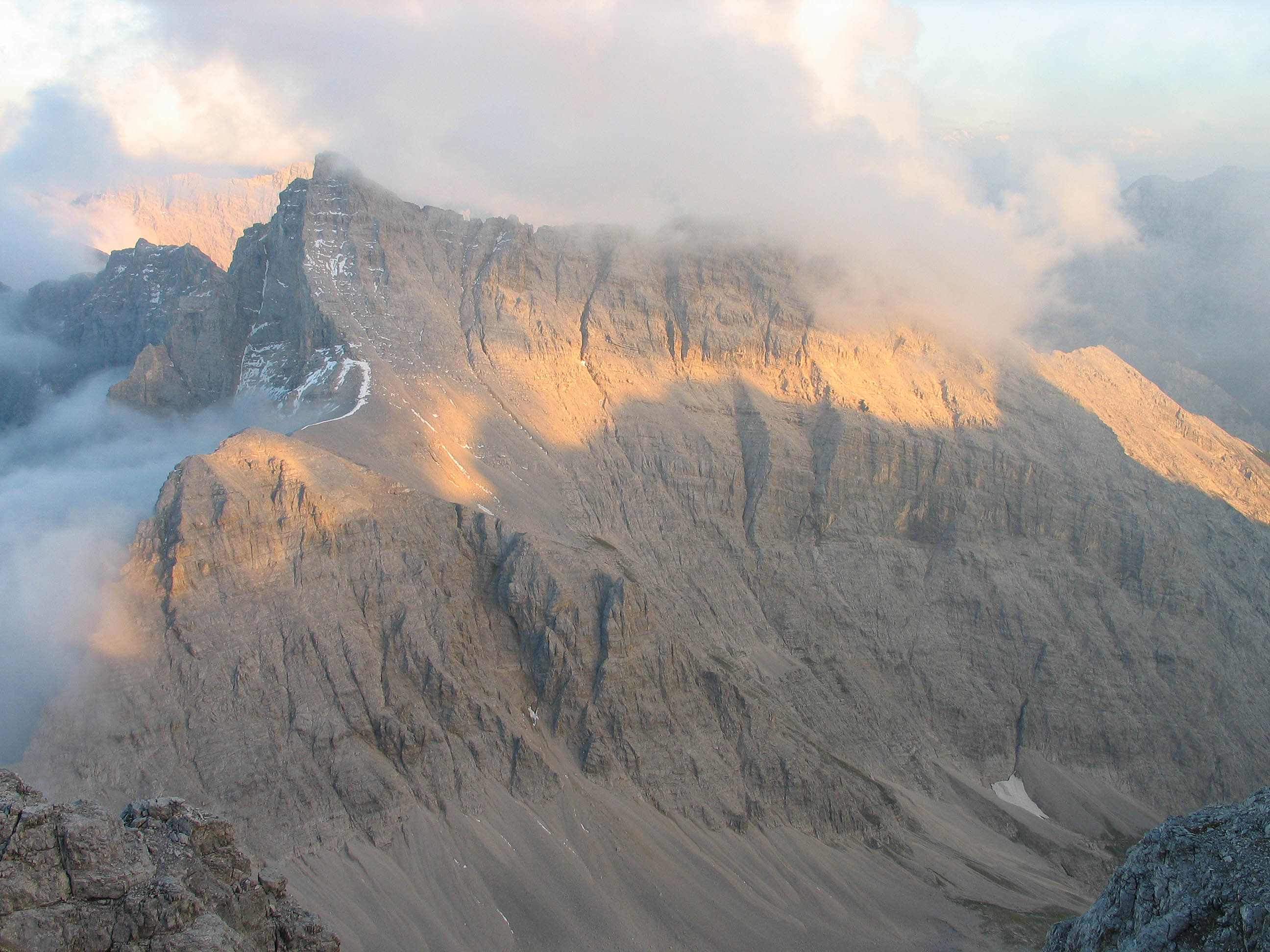
Kaltwasserkarspitze vanaf de Birkkarspitze

De Kaltwasserkarspitze is een 2733 meter hoge bergtop in de Hinterautal-Vomper-keten in de Karwendel in de Oostenrijkse deelstaat Tirol.
Het is na de Birkkarspitze, de Mittlere Ödkarspitze en de Östliche Ödkarspitze de op vier na hoogste bergtop van het Karwendelgebergte. De Kaltwasserkarspitze is de oostelijke buurtop van de Birkkarspitze. Vanaf de top valt een steile bergwand tot in de Kleiner Ahornboden.
Vanuit het Hinterautal en vanaf het Karwendelhaus lopen meerdere routes naar de top van de berg, alle met een moeilijkheidsgraad II.